# Distrito electoral de Kennebec (condado de Dawson, Nebraska)
Kennebec (en inglés: Kennebec Precinct) es un distrito electoral ubicado en el condado de Dawson en el estado estadounidense de Nebraska. En el Censo de 2010 tenía una población de 183 habitantes y una densidad poblacional de 1,32 personas por km².

## Geografía
Kennebec se encuentra ubicado en las coordenadas 41°0′12″N 99°40′55″O / 41.00333, -99.68194. Según la Oficina del Censo de los Estados Unidos, Kennebec tiene una superficie total de 138.27 km², de la cual 138.27 km² corresponden a tierra firme y (0%) 0 km² es agua.

## Demografía
Según el censo de 2010, había 183 personas residiendo en Kennebec. La densidad de población era de 1,32 hab./km². De los 183 habitantes, Kennebec estaba compuesto por el 95.08% blancos, el 0% eran afroamericanos, el 0% eran amerindios, el 0% eran asiáticos, el 0% eran isleños del Pacífico, el 4.92% eran de otras razas y el 0% pertenecían a dos o más razas. Del total de la población el 4.92% eran hispanos o latinos de cualquier raza.